# Mișu Vintilă
Mișu Vintilă a fost un jucător de fotbal profesionist ce a evoluat la U Craiova, Electroputere Craiova și CSM Drobeta. Are la activ peste 200 de meciuri la nivelul Diviziei B. Născut în Craiova la 29 august 1958, el se lansează la echipa de tineret a Craiovei, unde îi are ca și coechipieri pe Victor Pițurcă, Rodion Cămătaru, Ion Geolgău și alții. Are o evoluție bună în 1972 și în 1974 devine campion național de tineret cu echipa U Craiova. După un timp pleacă la Electroputere Craiova acolo ajungând la apogeul carierei sale.